# Bill Henry (film)
Bill Henry è un film muto del 1919 diretto da Jerome Storm sotto la supervisione di Thomas H. Ince. Distribuito dalla Famous Players-Lasky Corporation, aveva come interpreti Charles Ray, Edith Roberts, William A. Carroll, Bert Woodruff, Jennie Lee.

## Trama

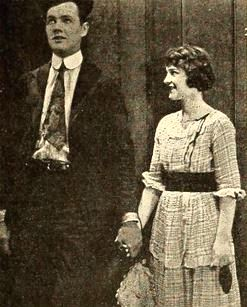
Charles Ray e Edith Roberts

Bill Henry Jenkins è un giovanotto che ambisce a farsi strada nella vita. Lasciata la campagna dell'Alabama del sud, diventa commesso viaggiatore, girando il paese in bicicletta. Quando la bici si rompe, Bill Henry va dallo zio, nel suo albergo, dove comincia a lavorare come addetto alla reception. Incontra, così, la bellissima Lela Mason, appena arrivata dall'Iowa per entrare in possesso di una fattoria che ha ereditato. Bill scopre che i terreni di Lela sono, in realtà, una palude senza valore e, allora, dopo aver vinto trecento dollari a poker, li compra senza rivelarle di essere lui l'acquirente. Uno speculatore, però, scopre che nella palude si trova il petrolio e paga a Bill mille quattrocento dollari. Il giovane consegna il denaro a Burton Rogers, l'agente di Lela, considerando che quei soldi appartengono a lei. Rogers, però, tiene il denaro per sé e, volendo allontanare Lela da Bill, le dice che il giovane ha comprato i terreni pagando una miseria sapendo che avrebbe poi potuto venderli con grande profitto. Ma Lela, che ha fiducia in Bill, lo sostiene e lui, sentendosi appoggiato, attacca Rogers con uno dei vibratori che vendeva quando faceva il commesso viaggiatore. Rogers finisce per confessare e restituisce i soldi rubati.

## Produzione
Il film fu prodotto dalla Thomas H. Ince Corporation.

## Distribuzione
Il copyright del film, richiesto da Thomas H. Ince, fu registrato il 28 luglio 1919 con il numero LP14029.

Distribuito dalla Famous Players-Lasky Corporation e dalla Paramount e presentato da Thomas H. Ince, il film uscì nelle sale statunitensi il 17 agosto 1919. In Francia, fu distribuito con il titolo Les Caprices de la fortune.
Copia completa della pellicola si trova conservata negli archivi del Gosfilmofond di Mosca.